# Níger en los Juegos Olímpicos de Londres 2012
Níger estuvo representado en los Juegos Olímpicos de Londres 2012 por seis deportistas, cuatro hombres y dos mujeres, que compitieron en cinco deportes.
El portador de la bandera en la ceremonia de apertura fue el boxeador Moustapha Hima. El equipo olímpico nigerino no obtuvo ninguna medalla en estos Juegos.